# Vincenzo Cerami
Vincenzo Cerami (* 2. November 1940 in Rom; † 17. Juli 2013 ebenda) war ein italienischer Schriftsteller, Dramaturg und Drehbuchautor.

## Leben
Vincenzo Cerami wurde 1940 als Sohn sizilianischer Eltern in Rom geboren. In der Jugend war er ein talentierter Rugbyspieler, bevor ihn eine Fußverletzung zwang seine Sportkarriere zu beenden. Wegen einer Erkrankung an Diphtherie und seiner Schüchternheit musste er sein letztes Schuljahr wiederholen. Damit er endlich anfing zu sprechen, brachte ihm einer seiner Lehrer die Literatur Pier Paolo Pasolinis nahe und er entdeckte die Poesie und das Drama für sich. Anschließend studierte er Physik an der Universität La Sapienza in Rom und arbeitete während seines Studiums als Regieassistent für Pasolinis Filme.
Nach seinem Abschluss begann er mit dem Schreiben von Romanen, Drehbüchern und Theaterstücken. So war Cerami nicht nur als Drehbuchautor an Filmen wie Escondido, Il Nero – Haß war sein Gebet und Seine Kugeln pfeifen das Todeslied beteiligt, er arbeitete auch häufig mit dem italienischen Komiker und Filmemacher Roberto Benigni zusammen. Sein größter Erfolg war dabei die Drehbucharbeit an dem Filmdrama Das Leben ist schön, für das er gemeinsam mit Benigni eine Oscarnominierung für das Beste Originaldrehbuch erhielt.
Am 30. Mai 2001 wurde er mit dem Verdienstorden der Italienischen Republik und am 17. Mai 2005 mit dem Benemeriti della cultura e dell'arte ausgezeichnet. 2013 wurde er durch Papst Benedikt XVI. in die Päpstliche Akademie der schönen Künste und der Literatur berufen.
Cerami war von 1970 bis 1986 mit der amerikanischen Schauspielerin Mimsy Farmer verheiratet.

## Literarische Werke

### Originalwerke
- 1976: Un borghese piccolo piccolo
- 1978: Amorosa presenza
- 1981: Tutti cattivi
- 1981: Addio Lenin
- 1983: Ragazzo di vetro
- 1988: La lepre
- 1991: L’ipocrita
- 1993: La gente
- 1996: Consigli a un giovane scrittore
- 1997: Fattacci
- 1998: La vita è bella
- 2000: Olimpo S.p.a (mit Silvia Ziche)
- 2001: Fantasmi
- 2002: Consigli a un giovane scrittore. Narrativa, cinema, teatro, radio
- 2002: Olimpo S.p.a – Caccia Grossa, (mit Silvia Ziche)
- 2005: La sindrome di Tourette
- 2005: L’incontro
- 2007: Vite bugiarde

### Übersetzungen auf Deutsch
- 1977: Nur ein Kleinbürger
- 1979: Moment der Liebe
- 1990: Die wahre Geschichte der leidenschaftlichen Liebe von Tommaso und Bianca Maria.
- 2024: Ein ganz normaler Bürger. Aus dem Italienischen von Esther Hansen. Mit einem Text von Italo Calvino. Alexander Verlag Berlin, ISBN 978-3-89581-620-8

## Filmografie (Auswahl)
- 1967: Escondido (El Desperado)
- 1968: Der Schrecken von Kung Fu (Lo straniero di silenzio)
- 1969: Il Nero – Haß war sein Gebet (L’odio è il mio Dio)
- 1969: Seine Kugeln pfeifen das Todeslied (Il pistolero dell’ Ave Maria)
- 1971: Blindman, der Vollstrecker (Blindman)
- 1977: Strandgeflüster (Casotto)
- 1984: Desiderio
- 1990: Offene Türen (Porte aperte)
- 1990: Die Reise des Capitan Fracassa
- 1991: Zahnstocher Johnny (Johnny Stecchino)
- 1994: Das Monster (Il mostro)
- 1997: Das Leben ist schön (La vita è bella)
- 2002: Roberto Benignis Pinocchio (Pinocchio)
- 2005: Der Tiger und der Schnee (La tigre e la neve)
- 2005: Handbuch der Liebe (Manuale d’amore)

## Auszeichnungen
Oscar
- 1999: Nominierung für das Beste Originaldrehbuch von Das Leben ist schön

Chlotrudis Awards
- 1999: Nominierung für das Beste Originaldrehbuch von Das Leben ist schön

Nastro d’Argento
- 1999: Nominierung für das Beste Drehbuch von Das Leben ist schön

Goldene Himbeere
- 2003: Nominierung für das Schlechteste Drehbuch von Pinocchio